# تاریخ جنگ‌های صلیبی (ژاکو د ویتری)
تاریخ جنگ‌های صلیبی نوشته دیگر یعقوب ویتری که وی آن را براساس خاطرات و تجاربش از جنگ‌های صلیبی و حمله به مصر و شام و همچنین جنگ صلیبی کاتاری نوشته‌است.